# The Solitary Sin
The Solitary Sin è un film muto del 1919 diretto da Frederick Sullivan.
È uno dei primi film ad affrontare esplicitamente il problema dell'educazione sessuale dei ragazzi, secondo quelle che erano le norme morali e igieniche del tempo. A interpretare il ruolo di protagonista positivo della storia è chiamato Gordon Griffith, il più famoso attore bambino dell'epoca, perché fosse un modello per i suoi coetanei. I ragazzi che impersonano di contrasto i modelli di comportamento negativi invece non erano facce conosciute al pubblico e per discrezione i loro nomi non furono neppure accreditati tra gli interpreti.

## Trama
Tre ragazzi che vivono nello stesso quartiere - Bob, John e Edward - hanno esperienze diverse con il sesso. Meredith Senior spiega con cura a suo figlio Bob i fatti della vita e lo porta anche in un ospedale per vedere gli effetti delle malattie veneree. Da adulto, Bob si sposa e vive felice e contento. I genitori di John e Edward, invece, lasciano che i loro ragazzi scoprano il sesso "dalla strada", abdicando ai lori doveri educativi. Da adulto, John, che è stato sessualmente promiscuo, contrae la sifilide che gli impedisce di sposare la sua amata. Edward, d'altra parte, è diventato così dipendente da "The Solitary Sin" da finire la sua vita in un manicomio.

## Produzione
Il film fu prodotto dalla New Art Film Company.

## Distribuzione
Distribuito dalla Solitary Sin Corporation, il film uscì nelle sale cinematografiche statunitensi il 1º luglio 1919. Fu distribuito nuovamente il 1º agosto 1924 da Public Welfare Pictures con un nuovo titolo: The Naked Truth.